# Каутовка
Каутовка — упразднённое село в Табунском районе Алтайского края. Находилось на территории Алтайского сельсовета. Ликвидировано в 1970-е годы.

## География
Располагалось у озера Большое Яровое.

## История
Основано в 1914 году. В 1928 г. посёлок Каутовка состоял из 19 хозяйств. В составе Екатериновского сельсовета Славгородского района Славгородского округа Сибирского края.

## Население
В 1928 году в посёлке проживало 87 человек (41 мужчина и 46 женщин), основное население — русские.